# 알 밴디에로
알 밴디에로(Al Bandiero, 1963년 2월 4일 ~ )는 미국의 배우, 텔레비전 배우, 라디오 DJ이다.
뉴욕주에서 태어났다.

## 방송
- 디자이어

## 영화
- 매터 오브 패밀리 (2012년) - 로버트 역
- 고 포 잇! (2010년)
- 디자이어 (2006년)
- 고백 (2005년)
- 록키 4 (1985년)